# One Nation Under CCTV
One Nation Under CCTV foi um mural criado em 2008 pelo grafiteiro Banksy. Ele localizava-se em um edifício usado pelo Royal Mail, na Rua Newman, Londres. O mesmo estava situado ao lado de uma câmera de vigilância. Em 2009, após ordens da Câmara Municipal de Westminster, a obra foi removida.

## Descrição
O trabalho é um mural de 7 metros de altura, pintado na parede lateral de um prédio do Royal Mail, no centro de Londres. Ele contém a frase "One Nation Under CCTV" pintada de branco em letras maiúsculas, uma palavra por linha. Abaixo, à direita, uma criança — portando mochila, vestindo uma camisa vermelha com capuz e montada em uma escada — parece pintar o "T" de "CCTV" usando um rolo. À esquerda, um policial filma a cena. Um cachorro está ajoelhado a seus pés.
A frase significa, literalmente, "uma nação sob vigilância por vídeo" ("CCTV" sendo uma abreviação do inglês closed-circuit television, "circuito fechado de televisão" em português); é provavelmente um jogo de palavras com a expressão one nation under God (em português: "uma nação sob Deus") presente no juramento de lealdade à bandeira dos Estados Unidos. A pintura está localizada à esquerda de uma câmera de vigilância.

## História
O trabalho foi pintado em abril de 2008. Incialmente, Banksy ou alguém ligado a ele entrou em contato com o Royal Mail e disse que um trabalho precisava ser feito na parede lateral e, assim, permitiram que um andaime fosse posicionado para fazê-lo. Seis dias depois, o andaime foi desmontado e a obra de arte revelada. A mesma foi pintada com estêncil, como outras demais.
Em outubro de 2008, a Câmara Municipal de Westminster declarou-o um grafite e, portanto, a parede na qual ele estava deveria ser repintada. O conselho afirma explicitamente que Banksy, apesar de sua boa reputação, “não tem direito de pintar grafites, mais de crianças”; De acordo com o membro do conselho, Robert Davis, “aceitar [esta pintura] equivale a permitir grafites por toda Londres”. O trabalho foi finalmente coberto em março de 2009.
Um porta-voz do Royal Mail disse que o serviço postal era contrário a decisão: “Estamos tendo que fazer isso simplesmente porque nos foi dito”. Esta não é a primeira peça controversa de Banksy, outras diversas foram apagadas. No entanto, algumas foram preservadas: Em Bristol, o conselho municipal votou em 2009 para preservar Well Hung Lover, um homem nu pendurado em uma janela, na qual encontra-se uma mulher de roupas íntimas e seu esposo.